# Мікрорайон Черевківка (Слов'янськ)
Мікрорайон Черевківка — житловий район Слов'янська Донецької області. До 12 грудня 1962 року було окремим селищем міського типу, після — в підпорядкуванні Слов'янської міської ради. 
Розміщена на правому березі річки Казенний Торець. Межує з мікрорайоном Хімік, Сулимівкою та Мандричиним.

## Назва
Назва пов'язана з прізвищем засновника хутора козака Черевкова.

## Історія

### Прадавні часи
На території сучасної Черевківки у 1971 році археологами на місці злиття річок Сорищі та Казенний Торець було виявлено колишнє поселення доби каменю. На цьому ж місці оселилися й у часи пізньої бронзи, та у середньовіччі.

#### Кургани:
- Курган на території школи № 4 (3 тис. до н.е. - середньовіччя); охоронний номер: 1.3.2806-2.5.33 (2901004).
- Курган доби бронзи біля гирла річки Сорищі; охоронний номер: 1.3.5475-2533 (2901053).
- Курганна група «Артемівська», доба бронзи, 200 м на північний-схід від вулиці Ставропольської; охоронний номер: 1.3.5477-2533 (2901058).

### Виникнення
Хутір виник у XVII столітті на місці злиття річок Сорищі та Казенний Торець, на території колишнього поселення часів бронзи. 
1779 року рішенням Слов'янської ратуші ця територія стала казенною, а на цьому місці було утворено хутір Бакайський та Торецький.
Місцевість на лівому березі річки (яру) Бакай була в межах Бакайської пустощі, що належала до хутора Бакай (Бакайка). На лівому – казенний хутір Бакай, на правому – маєтний хутір Торецький. Хутір Бакай населяли казенні селяни, приписані до Билбасівської слободи. Вони та казенні селяни, що мешкали в Слов’янську й навколишніх казенних хуторах (Черкаському, Хрестищі), хуторах по яру Мазана та Бакай і мали земельні наділи в межах Бакайської пустощі.
Уперше пустош (5710 десятин) відмежована 1779 року, удруге – 1813.
У 1817 році на хуторі Бакайський Слов'янької городової ратуші народився письменник Михайло Петренко.
На карті Шуберта 1841 року поселення позначене як Торіцька. На карті 1928 року позначений «Хутір Черевков». 

### Розширення
У 1913 році на хуторі побудували початкову сільську школу хутору Черевківського.
Поселення почало активно розширюватися на початку 1930-х років. Головні сучасні вулиці Черевківки майже точно відтворюють старі шляхи та межі купецьких володінь. Було утворено декілька вулиць: Свободи, Артема, Тараса Шевченка, Харківська, Кірова, Челябінської, Жданова, Крондштадтської та їхніх провулків.
Центральною площею стала площа Миру. Найактивніше селище розбудовувалося у післявоєнні часи, у 1940-1950-ті роки. Тоді виникло більш ніж 30 нових вулиць. Район почав простягатися аж до Мазанового яру. 
У 1950 році було побудовано нове приміщення для школи № 4. 
У 1960 році на березі Казенного Торця було побудовано Слов’янський психоневрологічний інтернат на 320 місць.

### Друга світова війна
Перше звільнення селища міського типу Черевківка від німецьких вояків відбулося 7 лютого 1943 року, вдруге Червона армія остаточно зайшла в містечко 6 вересня 1943 року.

### Приєднання до Слов'янська
Указом Президії Верховної Ради УРСР від 30.12.1962 «Про віднесення в підпорядкування обласних (промислових) Рад депутатів трудящих міських поселень Української РСР» селище міського типу Черевківка почало підпорядковуватися Слов'янській міській раді, а згодом, у 1964 році, було приєднано до міста Слов'янськ.
У 1960-х роках було перейменовано низку вулиць, щоб уникнути дубляжу з міськими вулицями, які вже були у Слов'янську.
Центральні вулиця Свободи та Артема стали Смольною та Аеродромною відповідно. 

### Завершення забудови
У 1980-х роках припинилася активна забудова району. Останніми вулицями стали Бахмутська, Зв'язку та Дмитра Мілютенка.

### Сучасність
У 1999 році на місці будівництва храму преподобного Серафима Саровського на площі Миру був закладений камінь. Перша літургія відбулася 1 серпня 2004 року. Архітектор - А.В. Алтухов. Будівництво завершено у 2007 році.
19 лютого 2016 року рішенням міського голови Слов'янська було перейменовано декілька вулиць у межах Черевківки. 20 травня 2016 року наказом керівника Донецької  обласної військово-цивільної адміністрації цей список було продовжено.
24 грудня 2016 року рішенням Слов'янської міської ради № 37-XIX-7 було утворено комітет мікрорайону Черевківка. Він охоплює територію самого району, а ще житлові масиви Мандричине, Масложир та Сулимівку.

## Уродженці Черевківки
1. Петренко Михайло Миколайович (1817 — 25 грудня 1862 року) — український поет Харківської школи романтиків, автор віршів.
2. Кучеренко Олександр Васильович (22 лютого 1924 — 23 березня 2004 року)  — радянський льотчик-штурмовик, Герой Радянського Союзу.
3. Пластовець Олександр Олексійович (27 листопада 1960 — 28 січня 1984 року) — учасник Афганської війни (1979-1989).